# قيصر 3
قيصر 3(بالإنجليزية: Caesar III)هي لعبة من نوع بناء مدن، صدرت في أكتوبر 1998 على منصة مايكروسوفت ويندوز، ماك أو إس.

## روابط خارجية
- قيصر 3 على موقع IMDb (الإنجليزية)